# Packard Bell
Packard Bell [ˈpækəd 'beɫ] (Abkürzung: PB) ist eine Marke des taiwanischen Computerherstellers Acer. Ursprünglich wurde ein Unternehmen dieses Namens als Radiohersteller 1926 in den USA gegründet. 1986 wurde ein Computerhersteller mit diesem Namen gegründet, mehrfach verkauft, bis 2007 Acer das Unternehmen erwarb und mehrere Jahre später dann der Name nur noch als Marke existierte.

## Geschichte

Altes Logo bis 2009

Das Unternehmen wurde 1926 in Los Angeles von Herbert A. Bell und Leon S. Packard in den USA als Radiohersteller gegründet. Durch diese Produkte wuchs das Unternehmen rasch und erwarb sich einen guten Ruf. Im Zweiten Weltkrieg gehörten Funkgeräte von Packard Bell zur Grundausrüstung der US-amerikanischen Armee. Nach Kriegsende stieg das Unternehmen erfolgreich in den boomenden Markt von Fernsehgeräten ein.
Teledyne übernahm 1968 Packard Bell. Durch diese Übernahme sicherte sich Teledyne Einfluss im finanzstarken Militärsektor und die Produkte von Packard Bell wurden immer mehr auf diesen ausgerichtet. Schließlich ging die Marke ganz in die Firmierung Teledyne über und verschwand vom Markt.
Erst ab 1986 wurde der Markenname wieder genutzt. Der Investor Beny Alagem erkannte das Marktpotenzial von Homecomputern richtig und kaufte den in den USA immer noch bekannten Markennamen von Teledyne, um unter dem Namen Packard Bell preiswerte Computer für den Massenmarkt zu produzieren. Damit war Packard Bell eine der ersten Marken, welche IBM-kompatible Computer über Fachmarkt-Ketten verkaufte. Durch diese Strategie behauptete sich Packard Bell viele Jahre erfolgreich am Markt und wurde weltweit vertrieben.
Zehn Jahre später, 1996, verkaufte Beny Alagem Packard Bell an Zenith Data Systems, blieb aber weiterhin Geschäftsführer von Packard Bell. Zenith Data Systems wiederum gehörte zum französischen Computerhersteller Bull, an welchem der japanischen Elektronikkonzern NEC Corporation beteiligt war. Durch diese Fusion hatte Packard Bell nun einen finanzstarken Rückhalt, das Unternehmen expandierte und konnte im gleichen Jahr in den USA etwa 3,2 Millionen Desktop-PCs verkaufen. Nach Marktanteilen war Packard Bell hinter Compaq die Nummer 2 in diesem Markt. Den einsetzenden Preiskrieg mit vor allem Compaq und später eMachines verlor Packard Bell zwei Jahre später. Beny Alagem trat zurück und die Marke zog sich letztlich im Jahr 2000 komplett vom US-amerikanischen Markt zurück.
Das Unternehmen wurde 2006 an Lap Shun (John) Hui verkauft, den Gründer des US-amerikanischen Computerherstellers eMachines und Miteigentümer von Gateway. 2007 hatte zuerst Lenovo Interesse an einer Übernahme von Packard Bell bekundet. Im Oktober 2007 übernahm aber Acer Gateway und Gateway machte sein Vorkaufsrecht auf Packard Bell geltend. Damit gehörte Packard Bell nun zu Acer. Einige Jahre war Packard Bell noch ein Tochterunternehmen von Acer, später nur noch eine Marke, mittlerweile werden keine Geräte mehr unter diesem Markennamen angeboten.